# مخطط كوكستر ودنكين

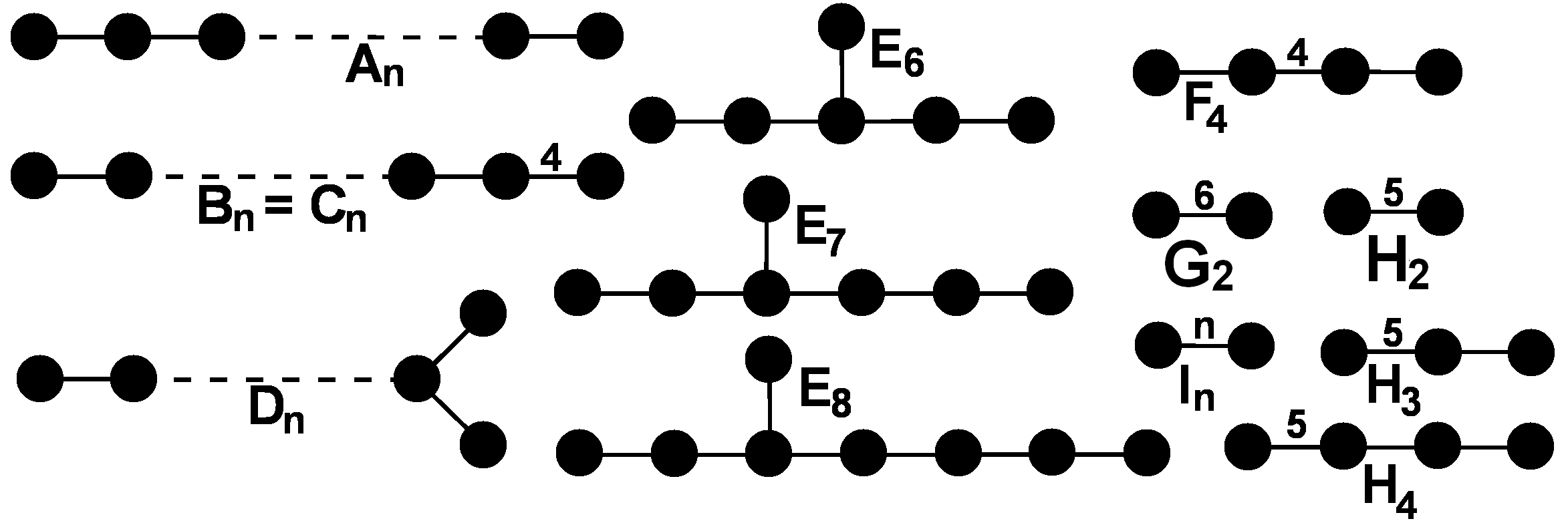

يطلق اسم مخطط كوكستير-دينكين (بالإنجليزية: Coxeter–Dynkin diagram) في الهندسة الرياضية على مخطط ذو أضلاع مرقمة يطلق عليها اسم «فروع» تمثل العلاقة المكانية بين مجموعة من المرائي أو المستويات الفائقة المعكوسة. حيث تصف تركيب مشكال بحيث أن كل عقدة في المخطط يمثل مرآة (وجه في النطاق) وعلامة متصلة بفرع تعبر عن زاوية زوجية بين مرآتين (أو حافة نطاق).

## الوصف
من الممكن النظر إلى مخطط كوكستير-دينكن على أنه وصف هندسي للنطاق باستخدام المرائي. حيث أن كل مرآة تمثل مستوي فائق ضمن الفضاء الإقليدي قيد الدراسة. فمثلا تكون المرآة في المستوي ثنائي الأبعاد عبارة عن مستقيم، بينما تكون في الفضاء الثلاثي الأبعاد عبارة عن مستوي.

## وصلات خارجية
- Weisstein, Eric W. "مخطط كوكستير-دينكين". MathWorld.